# Ольховська сільська рада (Уфимський район)
Ольхо́вська сільська рада (рос. Ольховский сельский совет) — муніципальне утворення у складі Уфимського району Башкортостану, Росія. Адміністративний центр — село Ольхове.
Сільрада була утворена 30 квітня 1998 року шляхом відокремлення від Булгаковської сільради. 2004 року до складу сільради зі складу Кіровського району Уфи була передана територія площею 0,06 км².

## Населення
Населення — 968 осіб (2019, 960 в 2010, 839 в 2002).

## Склад
До складу поселення входять такі населені пункти:
| Населений пункт     | Населення, осіб (2002) | Населення, осіб (2010) |
| ------------------- | ---------------------- | ---------------------- |
| Ольхове, село       | 790                    | 889                    |
| Федоровка, присілок | 49                     | 71                     |